# Jean Meeus
Jean Meeus, född 1928, är en belgisk meteorolog och amatörastronom.
Meeus studerade matematik vid Leuvens universitet där han tog licentiatexamen 1953. Därefter arbetade han som meteorolog vid Bryssels flygplats till sin pensionering 1993.
Meeus har speciell intresserat sig för sfärisk och matematisk astronomi.

## Utmärkelser
1986 vann han priset "Amateur Achievement Award" av Astronomical Society of the Pacific.
Asteroiden 2213 Meeus har fått sitt namn efter honom.

## Publikationer
- Medförfattare till Canon of Solar Eclipses (1966)
- Astronomical Formulae for Calculators (1979), 1:a upplagan, ISBN 0-943396-22-0
  - Astronomical Formulae for Calculators (1988), 4:e utökade upplagan, Willmann-Bell Inc, ISBN 0-943396-22-0
  - Astronomical formulas for microcalculators (1988) (rysk upplaga, Moskva ,"Mir", 1988)
- Medförfattare till Canon of Lunar Eclipses (1979)
- Medförfattare till Canon of Solar Eclipses (1983)
- Astronomical Tables of the Sun, Moon and Planets (1983) ISBN 0-943396-02-6
- Elements of Solar Eclipses 1951-2200 (1989) ISBN 0-943396-21-2
- Transits (1989)
- Astronomical Algorithms (1991), 1:a upplagan, ISBN 0-943396-35-2
  - Astronomical Algorithms (1998), 2:a upplagan, ISBN 0-943396-61-1
- Mathematical Astronomy Morsels (1997) ISBN 0-943396-51-4
- More Mathematical Astronomy Morsels (2002) ISBN 0-943396-74-3
- Mathematical Astronomy Morsels III (2004) ISBN 0-943396-81-6
- Medförfattare till Five Millennium Canon of Solar Eclipses: -1999 to +3000 (2006), NASA Technical paper 2006-214141 2006
- Mathematical Astronomy Morsels IV (2007) ISBN 978-0-943396-87-3
- Mathematical Astronomy Morsels V (2009) ISBN 978-0-943396-92-7